# Walther Hensel (Jurist)
H. C. Walther Hensel (* 8. Oktober 1899 in Mannheim; † 3. Juli 1986 in Düsseldorf) war ein deutscher Jurist und Oberstadtdirektor von Düsseldorf sowie Vizepräsident des Deutschen Städtetages.

## Leben
Hensel stammte aus einer wohlhabenden Mannheimer Familie. An der Philipps-Universität Marburg, der Ruprecht-Karls-Universität Heidelberg und der Universität Bonn studierte er Jura und trat den katholischen Studentenverbindungen KStV Arminia Bonn, KStV Palatia Heidelberg und KStV Thuringia Marburg bei. In Bonn wurde er auch Mitglied der katholischen Zentrumspartei. 1926 schloss er sein Studium mit der Promotion ab.
Im Jahre 1926 trat er eine Stelle beim Landkreis Düsseldorf-Mettmann an, wo er wissenschaftlicher Hilfsarbeiter unter Landrat Hans von Chamier und 1927 zum Kreissyndikus wurde. Nach der Eingemeindung eines Teils des Landkreises in die Stadt Düsseldorf wurde er Stadtsyndikus.
Trotz der Machtergreifung des Nationalsozialismus im Jahr 1933 konnte sich Hensel, nach eigener Aussage ein strenger Gegner der Nazis, in der Stadtverwaltung halten. Er war bereits zum 1. Mai 1933 der NSDAP (Mitgliedsnummer 3.482.219) und im selben Jahr der SA-Reserve beigetreten, die er jedoch Weihnachten 1933 verließ. Hensel unterhielt Kontakt zu oppositionellen Kreisen, darunter Karl Arnold, Max Hildebrand von Gumppenberg und Robert Lehr, zeitweise in Form eines Bibelkreises, der bis Kriegsende existierte und Kontakte unter anderem zur Widerstandsgruppe des 20. Juli hatte.
Am 1. November 1937 wurde Hensel zusammen mit dem Kunstmaler Ernst Peter Ruhrig unter der Anschuldigung des Hochverrates verhaftet und in das Polizeigefängnis eingeliefert und schließlich im Juni 1939 zu zweieinhalb Jahren Zuchthaus verurteilt, jedoch im September desselben Jahres aus gesundheitlichen Gründen aus der Haft entlassen. Seinen Beamtenstatus hatte er verloren, schied aus dem städtischen Dienst aus und arbeitete für Privatunternehmen, bis er 1944 zur Wehrmacht einberufen wurde.
Die US-Militärverwaltung setzte Hensel sofort nach Kriegsende als Leiter des Versorgungsamtes in Düsseldorf ein. Im Januar 1946 wurde Hensel zum Stadtdirektor ernannt, im August 1946 zum Oberstadtdirektor. Hensel hatte dieses Amt bis 1964 inne. 1955 war Mitglied im Personalgutachterausschuss für die Streitkräfte der Bundeswehr und von 1962 bis 1965 Präsident der Deutschen Krankenhausgesellschaft (DKG).
Hensel erhielt die Ehrendoktorwürde der Medizinischen Akademie Düsseldorf und besaß zahlreiche hohe, in- und ausländische Auszeichnungen. Die Walther-Hensel-Straße im Düsseldorfer Stadtteil Lörick ist nach ihm benannt.